# Caramel mou
Pour les articles homonymes, voir Caramel (homonymie).
Ne doit pas être confondu avec fudge (confiserie) ou Caramel.
 (août 2024).
Si vous disposez d'ouvrages ou d'articles de référence ou si vous connaissez des sites web de qualité traitant du thème abordé ici, merci de compléter l'article en donnant les références utiles à sa vérifiabilité et en les liant à la section « Notes et références ».

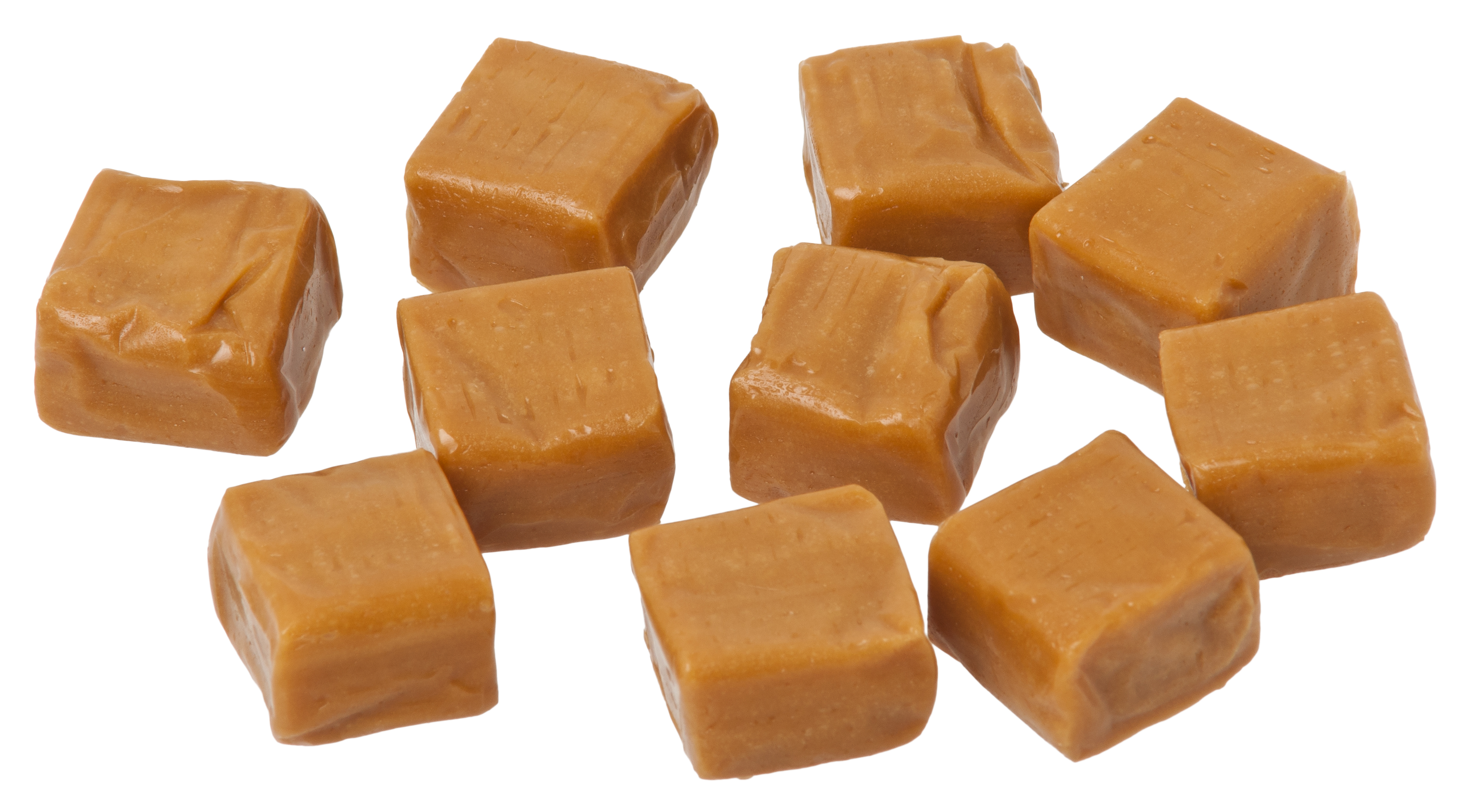
Caramels mous.

Le caramel mou est une confiserie issue de la cuisson d’un mélange de caramel, soit de  sucre, de sirop de glucose et d’autres ingrédients tels que du lait (concentré, en poudre ou entier), de la matière grasse et d’un émulsifiant. La masse issue de cette cuisson se caractérise par une teinte foncée et une texture qui diffère selon les proportions des ingrédients. Les caractéristiques rhéologiques du produit résultent de l’interaction qui se produit en cours de cuisson entre les protéines laitières et les glucides réducteurs. 

## Description
On distingue différents types de produits :
- le caramel mou, riche en protéines laitières et en matières grasses avec une humidité résiduelle valant entre 9 et 10 % ;
- le toffee, moins riche en protéines laitières et en matières grasses avec une humidité résiduelle entre 7,5 et 8,5 %.

Ces deux spécialités possèdent des caractéristiques de collant et d’aptitude à la mastication différentes. Le caramel mou possède une tendance collante et une masticabilité moins marquées que les toffees.
Un caramel mou est une émulsion de type huile dans eau (H/E) c’est-à-dire qu’il possède une phase discontinue de gouttelettes d’huile et des cristaux de gras répartis plus ou moins finement dans une phase dispersante constituée par un sirop aqueux sursaturé à teneur en eau relativement faible. Le rapport phase grasse/phase aqueuse, la qualité de l’émulsion et la teneur en humidité résiduelle de la phase liquide sont des critères que l’on doit contrôler pour obtenir un caramel ayant une aptitude à la mastication et un niveau de collant désirés.

## Dans la fiction
- Dans l'album L'Étoile mystérieuse des aventures de Tintin, le professeur Hippolyte Calys fête sa découverte d'un nouveau métal, le Calystène, en faisant acheter par son assistant pour deux francs de caramels mous.
- Une sauce modifiée tomatomic revient dans plusieurs aventures d'Archibald Razmott, car Sinistroreur veut s'en servir pour faire exploser les institutions de sa Gracieuse Majesté. Des variantes de ce plan diabolique mettent en jeu des caramels mous à la sauce tomatomic, ou des panses de brebis farcies à la sauce tomatomic.